# Castelo do Piauí
Castelo do Piauí is een gemeente in de Braziliaanse deelstaat Piauí. De gemeente telt 19.142 inwoners (schatting 2009).
De gemeente grenst aan São Miguel do Tapuio, São João da Serra, Juazeiro do Piauí, Buriti dos Montes, Novo Santo Antônio en Sigefredo Pacheco.